# Alice Borges
Alice Borges de Oliveira (Rio de Janeiro, 28 de janeiro de 1966) é uma atriz brasileira, conhecida pelos diversos papéis cômicos que interpreta no teatro, televisão e cinema. É filha do ator e comediante Antônio Pedro Borges e meia-irmã da atriz e cantora Ana Baird.

## Filmografia

### Televisão
| Ano     | Título                                         | Personagem                               | Notas                                              |
| ------- | ---------------------------------------------- | ---------------------------------------- | -------------------------------------------------- |
| 2024    | Garota do Momento                              | Alcina                                   | Episódios: "14 - 16 de Dezembro"                   |
| 2022    | Cara e Coragem                                 | Fátima Bezerra                           |                                                    |
| 2021    | Gênesis                                        | Débora                                   | Fase 5: Abraão                                     |
| 2020    | Vai que Cola                                   | Nivalda                                  |                                                    |
| 2018    | Sob Pressão                                    | Dora                                     | Episódio: "18 de dezembro"                         |
| 2018    | Xilindró                                       | Deputada Cesária                         |                                                    |
| 2017    | Novo Mundo                                     | Mulher roubada por Elvira                | Episódio: "31 de março"                            |
| 2017    | TOC's de Dalila                                | Marta                                    | Episódios: "A Entevista de Dalila" e "Famosa? Eu?" |
| 2016    | Êta Mundo Bom!                                 | Diva                                     | Episódios: "15 - 18 de maio"                       |
| 2015    | Tomara que Caia                                | Dercy                                    | Episódio: "Esse Segredo Não Vai ao Túmulo"         |
| 2015    | I Love Paraisópolis                            | Albertina da Anunciação Taveira (Tinoca) |                                                    |
| 2014–15 | Os Homens São de Marte...E É pra lá que Eu Vou | Mirtes                                   |                                                    |
| 2013    | Didi, o Peregrino                              | Mulher-barbada                           | Especial de fim de ano                             |
| 2013    | Adorável Psicose                               | Arlete                                   | Episódio: "A Alma Gêmea"                           |
| 2011–13 | Os Caras de Pau                                | Dona Eduarda da Padaria                  |                                                    |
| 2010    | As Cariocas                                    | Lourdes                                  | Episódio: "A Desinibida do Grajaú"                 |
| 2010    | Ti Ti Ti                                       | Cristiana                                | Episódio: "18 de setembro"                         |
| 2010    | Separação?!                                    | Chefe de Anete                           |                                                    |
| 2009    | Malhação                                       | Cecília dos Santos (Ciça)                |                                                    |
| 2008    | Ciranda de Pedra                               | Rita Carvalho                            |                                                    |
| 2008    | Dicas de Um Sedutor                            | Alicinha Carneiro                        | Episódio: "Embarangada"                            |
| 2008    | Casos e Acasos                                 | Selma                                    | 3 episódios                                        |
| 2007    | Sob Nova Direção                               | Amélia                                   | Episódio: "Avoada Amante"                          |
| 2006    | O Profeta                                      | —                                        | Participação especial                              |
| 2006    | A Diarista                                     | Penha                                    | Episódio: "Aquele do Latino"                       |
| 2006    | Malhação                                       | Margareth                                |                                                    |
| 2006    | Páginas da Vida                                | Maragerth                                | Participação especial                              |
| 2006    | Cobras & Lagartos                              | Amiga de Milu                            | Participação especial                              |
| 2005    | A Diarista                                     | Olga                                     | Episódio: "Aquele da Revolução"                    |
| 2005    | A Diarista                                     | Durvina                                  | Episódio:"Asilo é Se lhe Parece"                   |
| 2005    | Bang Bang                                      | Irmã Socorro                             |                                                    |
| 2004    | A Diarista                                     | Jeruza                                   | Episódio: "Cabelo Programado"                      |
| 2004    | A Grande Família                               | Veterinária                              | Episódio: "Quem Matou Mário?"                      |
| 2003    | Linha Direta                                   | Neyde Maria Maia Lopes                   | Episódio: "A Fera da Penha"                        |
| 2002    | Desejos de Mulher                              | Frida                                    |                                                    |
| 2001    | Escolinha do Professor Raimundo                | Neura                                    |                                                    |
| 1999    | Você Decide                                    | Ela mesma                                | Episódio: "Bruxaria"                               |
| 1998    | Labirinto                                      | Antonieta Martins Fraga (Nietinha)       |                                                    |
| 1997    | Anjo Mau                                       | Marivalda Ferreira                       | Participação especial                              |
| 1996    | Chico Total                                    | Vários Personagens                       |                                                    |
| 1994    | Confissões de Adolescente                      | Cliente da Loja                          | Episódio: "Bárbara vai a Luta"                     |
| 1990    | Boca do Lixo                                   | Nilza                                    |                                                    |
| 1990    | Escolinha do Professor Raimundo                | Neura                                    |                                                    |
| 1990    | Chico Anysio Show                              | Vários Personagens                       |                                                    |
| 1984    | Caso Verdade                                   |                                          |                                                    |
| 1983    | Quarta Nobre                                   |                                          | Episódio: "Do Outro Lado do Túnel"                 |

### Cinema
| Ano  | Título                                   | Personagem         |
| ---- | ---------------------------------------- | ------------------ |
| 2025 | Todo Mundo (Ainda) Tem Problemas Sexuais | Nina               |
| 2024 | Os Farofeiros 2                          | Profª. Elizângela  |
| 2021 | Quem Vai Ficar com Mário?                | Janaína            |
| 2018 | Os Farofeiros                            | Profª. Elizângela  |
| 2015 | Loucas Pra Casar                         | Lourdes            |
| 2013 | O Concurso                               | Mãe do Bernardinho |
| 2012 | De Pernas pro Ar 2                       | Regina             |
| 2007 | Xuxa em Sonho de Menina                  | Lara               |
| 2006 | O Cavaleiro Didi e a Princesa Lili       | Fani               |
| 2002 | Histórias do Olhar                       | Catarina           |
| 2000 | Amélia                                   | Maria Luiza        |
| 1999 | Xuxa Requebra                            | Bárbara            |

## Teatro
- 1977 - Os Saltimbancos
- 1981 - Cabaré S/A
- 1982 - Maroquinhas Fru-Fru
- 1984 - Bom Dia, Comadre
- 1985 - Um Toque de Hitchcock
- 1985 - Santa Joana dos Matadouros
- 1986 - Judas em Sábado de Aleluia
- 1986 - Passa, Passa, Passará
- 1987 - Pluft, o Musical
- 1989 - Finíssimo Acabamento
- 1991 - Três Por Dois
- 1991 - A Sereiazinha
- 1992 - Algema do Ódio
- 1992 - Robin Hood, a Lenda
- 1992 - Odeio Hamlet *1993 - Bonitinhas, mas Extraordinárias
- 1994 - Tip e Tap, Ratos de Sapato
- 1995 - Noite Feliz
- 1996 - Macbeth
- 1997 - Papagueno
- 1997 - Salve Amizade
- 1999 - Viva Barcos
- 2000 - Bodas de Papel
- 2001 - “Casamentos”
- 2002 - Theatro Musical Brasileiro
- 2003 - Vamos Brincar de Amor em Cabo Frio
- 2003 - Com a Pulga Atrás da Orelha
- 2003 - Fosco Remix
- 2004 - Ricardo III
- 2007 - O Baile
- 2009 - Cabaret Melinda

## Prêmios e indicações
| Ano  | Associações                      | Categoria                                 | Nomeações | Resultado | Ref.  |
| ---- | -------------------------------- | ----------------------------------------- | --------- | --------- | ----- |
| 1997 | Prêmio Coca-Cola de Teatro Jovem | Melhor Atriz                              | Papagueno | Indicado  | [ 3 ] |
| 1997 | Prêmio Mambembe                  | Melhor Atriz Coadjuvante em Peça Infantil | Papagueno | Venceu    |       |